# Зенодот
Зенодот (Грчки: Ζηνόδοτος) био је грчки граматичар, књижевни критичар, стчуњак за Хомеров опус и први библиотекар Александријске библиотеке. Живео је за време владавине прва два Птолемеја, и био је на врхунцу стваралаштва и репутације око 280. пре нове ере. Пионир је оновремене употребе метаподатака у библиотекарству.

## Биографија
Био је родом из Ефеса. Образовао га је Филит са Коса.
Зенодот је био први управник Александријске библиотеке и први критички уредник (διορθωτής, diorthōtes) Хомерових дела. Током 284. пре нове ере, Птолемејски двор је именовао Зенодота за првог директора библиотеке и такође званичног васпитача наследника краља. Његове колеге у библиотеци били су Александар Етолски и Ликофрон Халкидски, којима је додељено сређивање дела трагичара и комедиографа, док су Хомер и други сродни аутори били Зенодотово задужење.
Такође је држао предавања о Хесиоду, Анакреону и Пиндару, ако није објавио њихова издања. Суда га назива епским песником, а у Greek Anthology је наведено да је аутор три епиграма.

### Организација библиотеке
Поред свог другог научног рада, Зенодот је увео систем организације материјала у Александријској библиотеци према којем су текстови били распоређени у различите просторије на основу њихове тематике (стихови или прозни, књижевни или научни), и постаојале су различите подкласификације унутар сваке просторије.
У оквиру својих предмета, Зенодот је организовао дела по азбучном реду по првом слову имена њиховог аутора. Увео је принцип азбучне организације дела.
Поред тога, библиотечко особље је имало задатак да прикачи малу ознаку на крај сваког свитка. Ове ознаке су садржале имена аутора као и другу идентификацију и додаване су током поступка приступања, али често без наслова; добар део свитака садржао је више од једног дела, а многа дела, као што су компилације поезије, обухватале су више од једног наслова. Када је недостајао наслов, Зенодот је морао да одмота и прегледа текст. Такве ознаке су омогућиле да се свици лако врате у област у оквиру које су класификовани, а такође су омогућавали да корисници библиотеке не морају да одмотају сваки свитак да би видели шта садржи. Ово је била прва забележена употреба метаподатака, прекретница у историји библиотеке. Тек у другом веку нове ере појављује се потпунија алфабетизација.